# パリティビット (ゲーム会社)
株式会社パリティビット（ParityBit Inc.）は、日本のコンピュータゲーム関連企業。本社は東京都千代田区に所在。

## 概要
アスキーで「ベストプレープロ野球」や「ダービースタリオン」を開発した薗部博之が1996年に独立して創業した。独立後もパリティビット開発のゲームは大半がアスキー（2002年にゲーム事業撤退）及びエンターブレインから発売されていた（NINTENDO 64版「ダービースタリオン64」はメディアファクトリー、「カルチョビット」は任天堂）。
2015年に、エンターブレインから独立した竹田健が設立した株式会社ゲームアディクトに開発部門を移行させ、パリティビットの業務はこれ以降、権利管理が主体となっている。

## 主なタイトル
- ダービースタリオン
- ベストプレープロ野球シリーズ
- 競艇WARS マクル6
- カルチョビット